# Malešević Selo
Malešević Selo is een plaats in de gemeente Vojnić in de Kroatische provincie Karlovac. De plaats telt 71 inwoners (2001).